# 蘇格蘭國立美術館 (公共機構)
蘇格蘭國立美術館（英語：National Galleries of Scotland）是蘇格蘭一家控制了三家國立美術館和兩個畫廊的非政府部门公共机构，是蘇格蘭國家收藏之一。

## 下設機構列表
- 蘇格蘭國家畫廊
- 蘇格蘭國立肖像美術館
- 蘇格蘭國立現代美術館
- 帕克斯頓宅
- 達夫故居（英语：Duff House）

## 外部連結
- 官方网站（页面存档备份，存于）